# Stadion Szkoły Mistrzostwa Sportowego w Łodzi
Stadion Szkoły Mistrzostwa Sportowego – stadion sportowy w Łodzi, w Polsce. Został otwarty 11 września 1938 roku. Może pomieścić 2000 widzów. Obiekt należy do Szkoły Mistrzostwa Sportowego im. Kazimierza Górskiego w Łodzi, swoje spotkania rozgrywają na nim piłkarki klubu UKS SMS Łódź. Dawniej stadion należał do klubu sportowego Włókniarz Łódź.

## Historia
14 lipca 1928 roku w Łodzi powołany został klub sportowy KP Zjednoczone, reprezentujący pracowników zakładów włókienniczych Karola Scheiblera i Ludwika Grohmana. Początkowo klub korzystał z obiektów sportowych przy ul. Przędzalnianej 68. Na początku lat 30. XX wieku zakłady przekazały teren przy ul. Jana Kilińskiego na potrzeby budowy stadionu klubowego. Nowy obiekt powstał w latach 1933–1938 i został uroczyście otwarty 11 września 1938 roku. Inauguracja połączona była z obchodami 10-lecia istnienia klubu. Stadion wyposażony był w bieżnię lekkoatletyczną. Od strony ul. Jana Kilińskiego powstała trybuna z miejscami siedzącymi, z pozostałych stron bieżnię otaczały betonowe trybuny z miejscami stojącymi. W trakcie II wojny światowej niemieckie władze okupacyjne przekazały stadion stowarzyszeniu Sportgemeinschaft Kraft. Niedługo po wojnie KP Zjednoczenie został reaktywowany, po kilku przekształceniach, od 1958 roku, występował jako Włókniarz Łódź. Klub ten nadal korzystał ze stadionu przy ul. Jana Kilińskiego (jego adres przypisany jest do ul. Milionowej). W sezonie 1969/1970 piłkarze Włókniarza występowali w II lidze. W czasach PRL-u rozbudowano trybuny stadionu. W 1997 roku stadion przejęła Szkoła Mistrzostwa Sportowego, która dokonała jego modernizacji, m.in. na trybunie zachodniej zamontowano plastikowe krzesełka w kolorze niebieskim i białym, które tworzą napis „SMS im. K. Górskiego”. Na obiekcie swoje spotkania rozgrywają piłkarki klubu UKS SMS Łódź, które od 2016 roku występują w Ekstralidze, a w roku 2022 sięgnęły po mistrzostwo kraju. Ze stadionu okresowo korzystali również m.in. piłkarze Widzewa Łódź.